# گابریل ساباتینی
گابریل ساباتینی (انگلیسی: Gabriele Sabatini؛ زادهٔ ۲۲ مارس ۱۹۷۶) بازیکن فوتبال اهل ایتالیا است.
از باشگاه‌هایی که در آن بازی کرده‌است می‌توان به باشگاه فوتبال پیزا اشاره کرد.
وی همچنین در تیم ملی فوتبال Italy U-16 بازی کرده‌است.